# Andreas Minnich

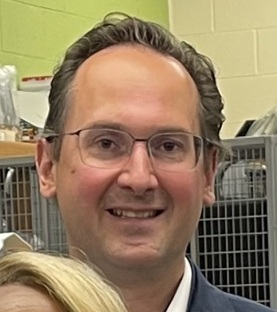
Andreas Minnich

Andreas Minnich (* 2. Oktober 1974 in Wien) ist ein österreichischer Politiker der Österreichischen Volkspartei (ÖVP). Seit 2011 ist er Stadtrat in Korneuburg, seit dem 23. Oktober 2019 ist er Abgeordneter zum Nationalrat.

## Leben
Andreas Minnich besuchte nach der Volksschule in Korneuburg das Realgymnasium der Schulbrüder in Strebersdorf und die Handelsakademie in Korneuburg. Anschließend leistete er den Präsenzdienst. Nach einem Praktikum bei der IBM stieg er 1998 in das Familienunternehmen, das 1860 von Gottfried Minnich als Gemischtwarenhandel gegründete Modehaus Minich in Korneuburg, ein, das er in fünfter Generation leitet.
Minnich gehört seit 2006 dem Gemeinderat der Stadtgemeinde Korneuburg an, wo er 2011 Stadtrat für Wirtschaft und Kultur wurde. In der Wirtschaftskammer Niederösterreich ist er Mitglied im Landesgremium des Handels mit Mode und Freizeitartikeln, im Wirtschaftsbund wurde er 2016 im Bezirk Korneuburg Obmann-Stellvertreter.
Bei der Nationalratswahl 2019 kandidierte er für die ÖVP hinter Spitzenkandidatin Eva-Maria Himmelbauer im Regionalwahlkreis Weinviertel. Am 23. Oktober 2019 wurde er zu Beginn der XXVII. Gesetzgebungsperiode als Abgeordneter zum österreichischen Nationalrat angelobt. 2020 wurde er zum Obmann der Wirtschaftskammer-Bezirksstelle Korneuburg gewählt.  Für die Nationalratswahl 2024 wurde er Spitzenkandidat der ÖVP Niederösterreich im Regionalwahlkreis Weinviertel. Im Wahlkreis Weinviertel erhielt er die meisten Vorzugsstimmen und behielt sein Mandat im Nationalrat.
Er ist Mitglied der KÖStV Marko Danubia Korneuburg im MKV. Im FC Nationalrat, der Fußballmannschaft des österreichischen Parlaments, spielt er Fußball.